# Troutdale, Oregon
Troutdale là một thành phố trong Quận Multnomah, Oregon, phía bắc Gresham và phía đông Wood Village. Theo điều tra dân số năm 2010, thành phố có tổng dân số là 15.962.
Troutdale được hợp nhất thành thành phố vào ngày 2 tháng 10 năm 1907. Nó được đặt tên theo tên ngôi nhà miền quê của thuyền trưởng John Harlow, một cựu thuyền trưởng từ tiểu bang Maine và là một thương gia thành đạt của Portland. Theo một bài báo trên tờ The Oregonian năm 1959, ông đặt tên ngôi nhà của ông là Troutdale vì có một "thung lũng (dale) nhỏ gần nhà ông nơi có một cái hồ ông nuôi cá hồi chấm (trout)."
Thành phố đóng vai trò là cổng phía đông của Xa lộ Lịch sử Sông Columbia, Đường ngắm cảnh Núi Hood, và Hẻm núi Sông Columbia.

## Địa lý
Troutdale nằm ở vị trí 45°31′46″B 122°23′30″T / 45,52944°B 122,39167°T (45.529551, -122.391569)1, sát ranh giới hợp lưu của Sông Sandy và Sông Columbia.
Theo Cục điều tra dân số Hoa Kỳ, thành phố có tổng diện tích là 6,02 dặm vuông Anh (15,59 km²), trong đó 5,94 dặm vuông (15,38 km²) là đất và 0,08 dặm vuông (0,21 km²) là nước.

## Lịch sử
Vùng này đầu tiên được trung úy Broughton dưới quyền của thuyền trưởng George Vancouver khám phá vào năm 1792.
Những dân định cư xưa nhất đã đến Troutdale năm 1850. David F. Buxton được xem là người thành lập thật sự vùng Troutdale. Ông đã tuyên bố chủ quyền nhiều khu đất và hiến đất lại vào năm 1853. Khu vực đất hiến tặng bây giờ là trung tâm của thành phố Troutdale. Thuyền trưởng John Harlow mua một phần đất của Buxton năm 1872 để xây một ngôi nhà, vài nông trại nuôi cá hồi chấm và đặt tên cho nông trại là "Troutdale". Ngày 20 tháng 11 năm 1882, một đường sắt được xây dựng đi qua thị trấn. Sau khi Harlow mất năm 1883, vợ quá của ông là Celestia bắt đầu lên kế hoạch cho một thị trấn với những dãy phố và đường phố. Phần nhiều của thành phố được xây trong năm 1890-91.
Thành phố Troutdale tổ chức lễ hội kỷ niệm trăm năm vào ngày 6 tháng 10 năm 2007.